# Красная квакша
Красная квакша (лат. Scinax ruber) — вид земноводных из семейства квакш (Hylidae).
Общая длина достигает 3,1—4,2 см. Наблюдается половой диморфизм — самка больше самца. По своему строению похожа на других представителей своего рода. Самцы ярче самок. Окраска светло-красно-коричневого цвета. Между глазами имеется треугольное пятно, вершина которого направлена вперёд. Горло иногда с коричневыми точечками. Бока, пах, передние и задние стороны бёдер — пёстро-жёлтые или желтоватые с чёрным мраморным рисунком. Конечности опоясаны поперечными полосами тёмного цвета. Брюхо беловатое.
Любит влажные места, различные леса, саванны, болота, плантации, усадьбы. Значительное время проводит на деревьях, где сидит головой вниз. Встречается на высоте до 2600 метров над уровнем моря. Активна ночью. Питается мелкими беспозвоночными.
Размножение происходит в течение всего года, с пиком с ноября по май. Самец готовит места из листьев над водой, куда самка откладывает до 600 яиц. После своего появления головастики скатываются в воду, где завершают свой метаморфоз.
Вид распространён в Панаме, Колумбии, Эквадоре, Венесуэле, Гайане, Суринаме, Французской Гвиане, Тринидаде и Тобаго, Бразилии, Перу, Боливии, Парагвае.